# کارتل سینالوآ

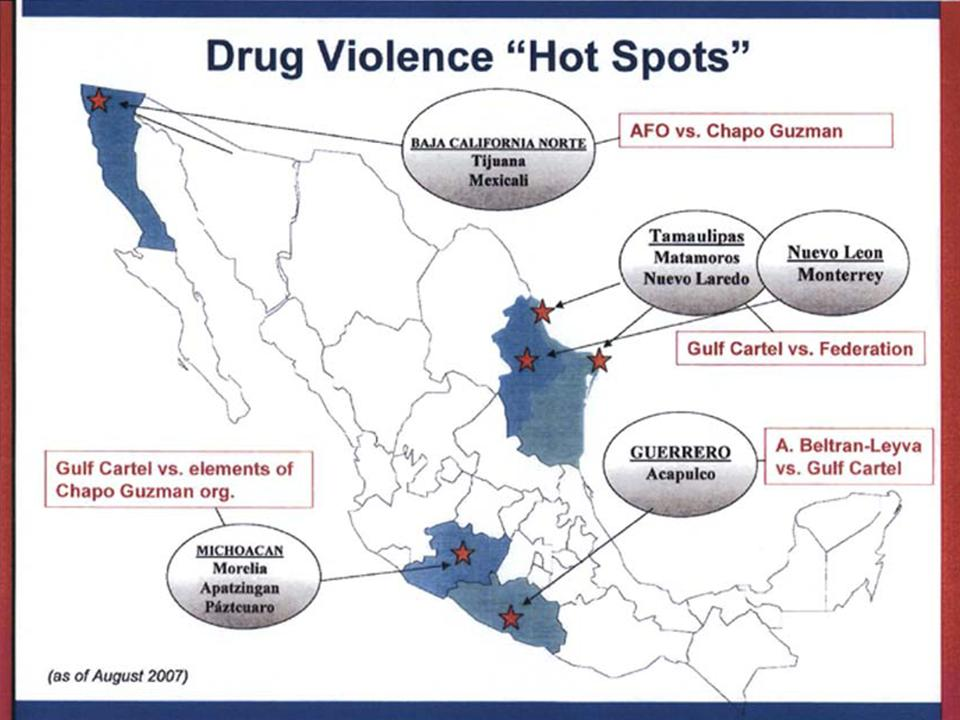
مناطق حاد جنگ مواد مخدر در مکزیک

کارتل سینالوآ (به اسپانیایی: Cártel de Sinaloa) از قدرتمندترین گروه‌های جرایم سازمان‌یافته قاچاق مواد مخدر در کشور مکزیک است. سازمان‌های اطلاعاتی ایالات متحده آمریکا از کارتل سینالوآ به عنوان «قدرتمندترین گروه سازمان‌یافته قاچاق مواد مخدر در جهان» یاد می‌کنند. این گروه یکی از بازیگران اصلی در جنگ مواد مخدر در مکزیک است که بین گروه‌های رقیب قاچاق مواد مخدر و ارتش مکزیک در جریان است. کارتل سینالوآ مسئول سرازیر شدن مقدار زیادی کوکائین، ماری جوانا و متامفتامین به آمریکای شمالی است. قاچاق این مواد بیشتر از طریق دریا، هوا، و تونل‌های زیرزمینی انجام می‌گیرد. تخمین‌زده شده‌است که این کارتل در ۵۰ کشور مختلف عضو دارد و جرائمی که مرتکب می‌شود شامل ۲۱ حوزه از فعالیت‌های غیرقانونی را در بر می‌گیرد.

## رهبری
خواکین گوزمان، ملقب به «اِل چاپو» رهبر کارتل سینالوآ، در سال ۱۹۹۳ دستگیر شد و به یک زندان فوق امنیتی فرستاده شد، اما هشت سال بعد توانست با پنهان‌شدن در سبد لباس‌های چرکین، از زندان فرار کند.
وی سرانجام در تاریخ ۲۱ فوریه ۲۰۱۴ میلادی، طی عملیات مشترک اداره مبارزه با مواد مخدر آمریکا، پلیس فدرال مکزیک و کماندوهای نیروی دریایی مکزیک و کوماندوهای سرویس هوایی ویژه بریتانیا در هتلی در شهر ساحلی مازالتان در مکزیک به دام افتاد.
وی با اتهامات متعددی در رابطه با قاچاق عُمده مواد مخدر به آمریکای شمالی و دیگر نقاط جهان روبروست.
در اکتبر ۲۰۱۵، در مصاحبه‌ای ۷ ساعته با شان پن گفت که کارتل سینالوآ به رهبری وی، «بزرگ‌ترین تامین‌کننده هروئین، متامفتامین، کوکائین و ماریجوانا در جهان» است.